# Bayali
Bayali är ett utdött australiskt språk. Bayali talades i Queensland och tillhörde de pama-nyunganska språken..